# 유나이티드 리그 베이스볼
유나이티드 리그 베이스볼(United League Baseball)는 2006년 창설된 미국 독립 리그이다. 총 4팀으로 이루어져 있다.

## 팀
| 팀                          | 연고지           | 홈구장            |
| --------------------------- | ---------------- | ----------------- |
| 에딘버그 로드러너스         | 에딘버그, 텍사스 | 에딘버그 스타디움 |
| 포트워스 캐츠               | 포트워스, 텍사스 | 라그레이브 필드   |
| 리오 그란데 밸리 화이트윙스 | 할린전, 텍사스   | 할린전 필드       |
| 샌앤젤로 콜츠               | 샌앤젤로, 텍사스 | 포스터 필드       |